# Collins Mbulo
Collins Mbulo (ur. 15 maja 1971, zm. 23 października 2009 w Lusace) – piłkarz zambijski grający na pozycji bramkarza. W latach 1997–2003 grał w reprezentacji Zambii.

## Kariera klubowa
Karierę piłkarską Mbulo rozpoczął w klubie Mufulira Wanderers. W jego barwach zadebiutował w 1990 roku w zambijskiej Premier League. W klubie tym grał do 1999 roku. Wywalczył z nim dwa mistrzostwa kraju (1995, 1996), Puchar Zambii (1995) i Challenge Cup (1996, 1997).
W 2000 roku Mbulo przeszedł do Green Buffaloes z Lusaki. Występował w nim do końca swojej kariery, czyli do 2006 roku. W 2005 roku zdobył nim krajowy puchar.

## Kariera reprezentacyjna
W reprezentacji Zambii Mbulo zadebiutował 16 sierpnia 1997 roku w wygranym 2:0 meczu eliminacji do MŚ 1998 z Demokratyczną Republiką Konga. W 1998 roku rozegrał 1 mecz w Pucharze Narodów Afryki 1998, z Mozambikiem (3:1). W swojej karierze był także w kadrze Zambii na Puchar Narodów Afryki 1996 i Puchar Narodów Afryki 2002. Na obu był rezerwowym bramkarzem i nie wystąpił w żadnym spotkaniu. W kadrze narodowej grał do 2003 roku. Rozegrał w niej 30 meczów.